# Beethoven on Speed
| Críticas profissionais | Críticas profissionais |
| Avaliações da crítica  | Avaliações da crítica  |
| Fonte                  | Avaliação              |
| ---------------------- | ---------------------- |
| Allmusic               | [ 1 ]                  |

Beethoven on Speed é o segundo álbum da premiada guitarrista virtuose inglesa The Great Kat. Foi lançado em 18 de Setembro de 1990, sob o selo Roadrunner/Intercord Record Service.
Em 1994, ele foi lançado em formato CD-ROM.
Uma curiosidade a respeito desse álbum é que em 2013, o site r7 fez uma lista com "as piores capas de discos de heavy metal", e Beethoven on Speed apareceu na lista.

## Faixas
O álbum é dividido em 2 Opus :
Opus One
1. "Beethoven on Speed (Beethoven's 5th Symphony in C Minor)" — 1:54
2. "Ultra-Dead" — 3:19
3. "Flight of the Bumble-Bee" — 2:08
4. "Revenge Mongrel" — 1:33
5. "Funeral March (Piano Sonata in B Minor, Arranged for guitar)" — 3:07
6. "Kat-Abuse" — 1:54
7. "God!" — 1:17
8. "Made in Japan" — 1:48
9. "Sex & Violins" — 1:28

Opus Two
1. "Beethoven Mosh (Beethoven's 5th Symphony in C Minor)" — 2:08
2. "Gripping Obsession" — 2:21
3. "Paganini's 24th Caprice (Violin Caprice in a Minor, Arranged for Guitar)" — 1:52
4. "Worshipping Bodies" — 2:30
5. "Guitar Concerto in Blood Minor" — 2:41
6. "Total Tyrant" — 2:00
7. "Bach to the Future: For Geniuses ONLY!" — 0:25

## Prêmios e Indicações
- 2009 - "10 Essential Trash Metal Albums" - La Religion del Rock Pesado[5]